# البطلة (فلم هندي)
البطلة (بالإنجليزية: Heroine) هو فيلم درامي يسلط الضوء على حياة النجوم في عالم الفن، أُصدر في الهند سنة 2012. الفيلم من إخراج مادهور بانداركار وبطولة كارينا كابور و أرجون رامبال.